# Nenad Stojković
Nenad Stojković (en serbi: Ненад Стојковић; 26 de maig de 1956) és un exfutbolista serbi de la dècada de 1980.
Fou 32 cops internacional amb la selecció iugoslava amb la qual participà en el Mundial de 1982.
Defensà els colors de Partizan, AS Monaco, Montpellier HSC, Mulhouse, AS Nancy i Amiens SC.

## Palmarès
Partizan
- Lliga iugoslava de futbol: 1975-76, 1977-78, 1982-83
- Copa Mitropa: 1978

Monaco
- Copa francesa de futbol: 1984-85

Montpellier
- Ligue 2: 1986-87